# Ángel Matos
Ángel Valodia Matos Fuentes (* 24. Dezember 1976 in Holguín) ist ein ehemaliger kubanischer Taekwondo-Kämpfer. Er war 2000 Olympiasieger und wurde 2008 lebenslang gesperrt.
Bereits bei den ersten olympischen Taekwondo-Wettkämpfen im Jahr 2000 startete Matos und gewann als erster Kämpfer in seiner Klasse bis 80 kg die Goldmedaille, nachdem er den Deutschen Faissal Ebnoutalib im Finale bezwungen hatte. 2004 startete Angel Matos erneut in der Klasse unter 80 kg, konnte sich dort jedoch nicht über den elften Rang hinaus platzieren. Anschließend siegte Matos bei den Panamerikanischen Spielen 2007.
Auch bei den Olympischen Spielen 2008 in Peking gewann Matos zunächst seine Achtel- und Viertelfinalkämpfe in der Klasse ab 80 kg. Im Halbfinale gegen Arman Tschilmanow aus Kasachstan lag er bereits mit 3:2 in Führung, wurde dann jedoch disqualifiziert, nachdem er eine Behandlungspause überzogen hatte. Daraufhin trat er mit dem Fuß ins Gesicht des schwedischen Schiedsrichters Chakir Chelbat. Matos und sein Trainer Leudis González, welcher sich in den Tumult eingemischt hatte, wurden anschließend vom Taekwondo-Weltverband lebenslang gesperrt, der in diesem Verhalten ein starkes Vergehen am Geist des Taekwondos und der Olympischen Spiele sah. Auch wurden Matos’ bislang errungene Ergebnisse bei den Olympischen Spielen 2008 gelöscht. Zusätzlich wurde er seitens der kubanischen Sportführung für immer vom aktiven Sport ausgeschlossen, was das Ende seiner Karriere als Taekwondo-Kämpfer bedeutete. Kubas Ex-Staatschef Fidel Castro verteidigte jedoch den Ausraster Matos’ und sprach von einer „Mafia“, die Kubas Sportler ihrer Medaillen beraubt habe.